# Мала Сюга
Мала Сюга́ (рос. Малая Сюга) — присілок в Можгинському районі Удмуртії, Росія.
Урбаноніми:
- вулиці — Братів Сидорових, Дубовська, Зарічна, Молодіжна, Оревкова, Садова.

## Населення
Населення — 564 особи (2010; 571 в 2002).
Національний склад станом на 2002 рік:
- росіяни — 54 %
- удмурти — 43 %

## Видатні уродженці
- Попова Анастасія Андріївна — Герой Соціалістичної Праці.